# Hll. Apostel Peter und Paul (Smiljan)

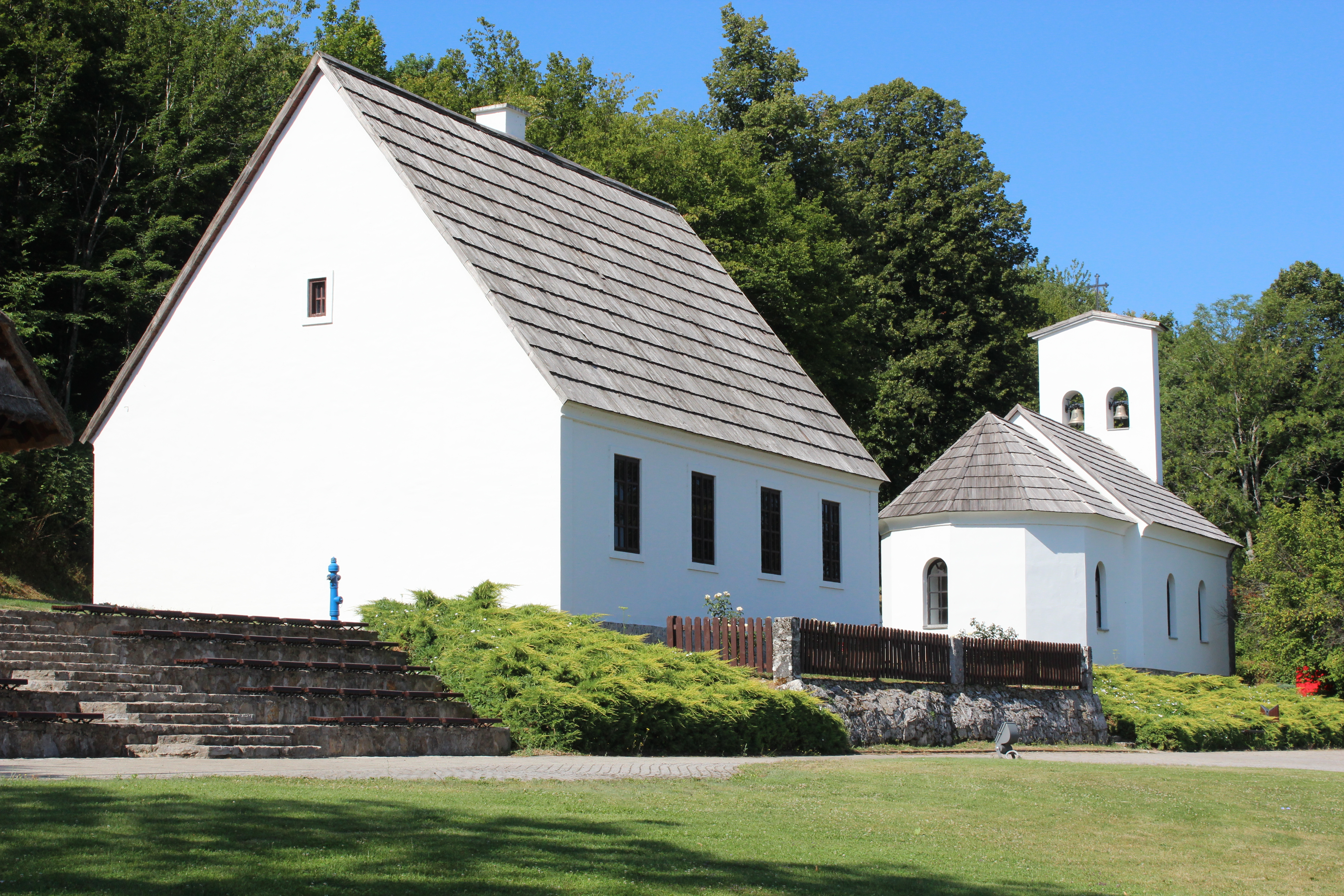
St.-Peter-und-Paul-Kirche mit Geburtshaus von Nikola Tesla

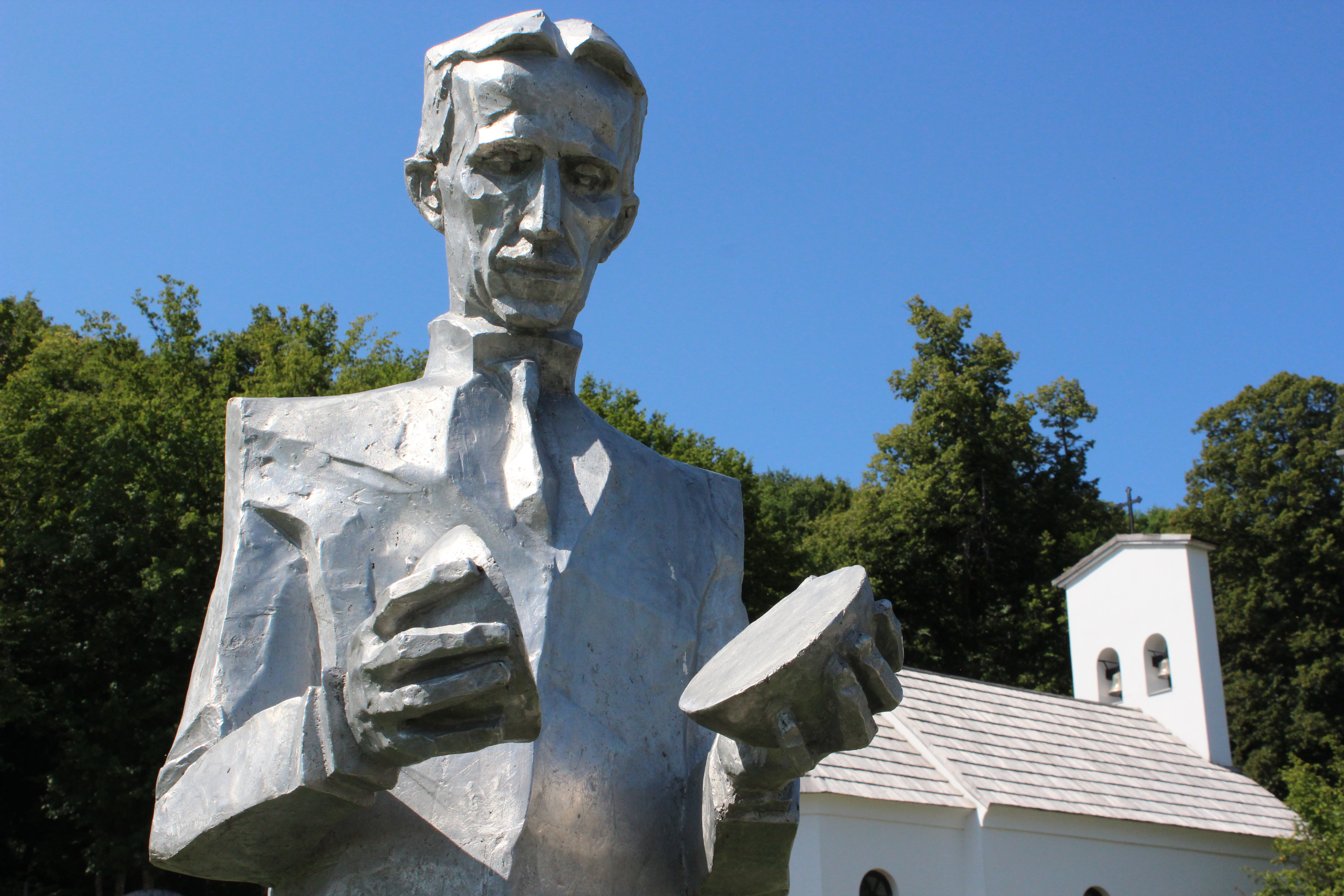
Denkmal für Nikola Tesla und die Kirche im Hintergrund

Die Kirche Hll. Apostel Peter und Paul (serbisch Црква Светих апостола Петра и Павла Crkva Svetih apostola Petra i Pavla) im zur Gemeinde Gospić gehörenden Dorf Smiljan ist eine serbisch-orthodoxe Kirche in der Region Lika in Kroatien. Die Kirche wurde 1765 erbaut und geweiht. Sie ist mit dem Doppelpatrozinium der heiligen Apostel Peter und Paul versehen. Die Kirche gehört zur Eparchie Ober-Karlovac der serbisch-orthodoxen Kirche.

## Pfarrei Smiljan
Smiljan ist Sitz der gleichnamigen Pfarrei. Die Pfarrei gehört zum Dekanat Lika der Eparchie Ober-Karlovac. Die Pfarrei besteht aus den Dörfern Smiljan, Bužin, Karlobag, Bogdanić, Ljutaća, Selište, Ponor und Rasovača.
In der Pfarrei amtierte Milutin Tesla, Vater des weltbekannten Erfinders und Physikers Nikola Tesla, der im Pfarrhaus neben der Kirche geboren wurde. Neben Milutin Tesla dienten dort unter anderem auch die Priester Dimitrije D. Jerković und Matija Stijačić, dieser von 1935 bis zum 12. April 1941, als er von den kroatisch-faschistischen Ustascha aus dem Dorf weggeführt und später gefoltert und ermordet wurde.

## Geschichte
Die St.-Peter-und-Paul-Kirche wurde 1765 erbaut und geweiht. Die Erlaubnis zum Bau der Kirche hatte der damalige Eparch Danilo Jakšić von Kaiserin Maria Theresia persönlich in den 1750er Jahren erhalten.
Während des Zweiten Weltkriegs wurde die Kirche von den kroatisch-faschistischen Ustascha in Brand gesetzt und zerstört. Damals gehörten die Lika und das Dorf zum Unabhängigen Staat Kroatien (NDH), einem Vasallenstaat der Achsenmächte. Erst 1990 wurde zu Zeiten des Sozialistischen Jugoslawiens (1945–1992) mit dem Wiederaufbau der Kirche begonnen.
Nahe bei der Kirche befindet sich ein Massengrab mit den Überresten von mehreren hundert serbischen Zivilisten aus dem Dorf, die am 2. August 1941, dem orthodoxen St.-Elias-Tag, von der Ustascha ermordet wurden. Über dem Grab wurde ein Gedenkstein errichtet, der 1991 von der paramilitärischen Organisation Hrvatske obrambene snage (HOS) entfernt wurde.
Nur einige Meter vom Gotteshaus steht das Pfarrhaus. Es ist das Geburtshaus Nikola Teslas, wurde 2006 durch den Präsidenten Kroatiens als Nikola-Tesla-Gedenkmuseum eröffnet und enthält auch persönliche Gegenstände von Nikola Tesla. Hinter der Kirche liegt der serbisch-orthodoxe Friedhof des Dorfes, wo unter anderem auch Nikola Teslas Bruder Dane bestattet ist.